# Муддани, Абдельфеттах
Абдельфеттах Муддани (араб. عبد الفتاح موداني‎; род. 30 июля 1956, Марокко) — марокканский футболист, играл на позиции вратаря. Участник чемпионата мира 1986 года.

## Биография

### Игровая карьера
На клубном уровне Муддани выступал за «Кенитру», в которой играл на протяжении 13 сезонов и выиграл два чемпионских титула в 1981 и 1982 годах.
В составе сборной Марокко принимал участие на чемпионате мира 1986 года, но на том турнире был запасным и на поле так и не вышел. За сборную Марокко сыграл два товарищеских матча — с Австрией (3:1) и Северной Ирландией (1:2).

## Достижения
«Кенитра»
- Чемпион Марокко (2): 1980/81, 1981/82